# A Sculpture for Mary Wollstonecraft
A Sculpture for Mary Wollstonecraft är ett minnesmärke från 2020 av Maggi Hambling över Mary Wollstonecraft i Newington Green i norra London. Skulpturen visar en naken figur som stiger ut ur ett organiskt format material, som BBC beskrev som "en blandning av kvinnliga former i cirkulär rörelse". Det är inspirerat av Mary Wollstonecrafts anspråk på att vara "den första av ett nytt genus". På sockeln finns ett citat av Mary Wollstonecraft: “Jag önskar inte att kvinnor ska ha makt över män, utan att de ska ha makt över sig själva". Skulpturen invigdes den 10 november 2020.
| ”                | Jag vill fånga Mary Wollstonecrafts anda och kampen för kvinnornas rättigheter. Det är en kamp som fortsätter – och därför är figuren en utmaning för vår värld. | „ |
| – Maggi Hambling | |   |

"Mary on the Green" var en tioårig kampanj för att insamla pengar för ett minnesmärke som skulle placeras mitt emot Newington Green Unitarian Church, som var en kyrka som Mary Wollstonecraft besökte. År 2019 uppnåddes det eftersträvade beloppet. Maggi Hambling hade fått uppdraget att utforma en skulptur 2018. 
Skulpturen väckte omedelbar kritik. Vissa kritiker tolkade figuren på skulpturen som en avbildning av Mary Wollstonecraft, men kampanjen bakom minnesmärket beskriver verket som "en skulptur av en idé". Maggi Hambling har avsett att figuren ska representera en vardagsmänniska, vilken representerar födelsen av den feministiska rörelsen, snarare är att avbilda  Mary Wollstonecraft själv. Mary on the Green-kampanjen beskriver dess form som varande i medveten motsats till "den traditionella manliga hjältestatystilen" från den viktorianska eran, och i stället tillåta att visa en liten figur som "har utvecklats organiskt från, stöds av och inte glömmer, alla sina föregångare".
Skulpturen kritiserades för att den visar en naken figur och att den objektifierar den kvinnliga formen, och några ansåg det opassande att representera en företrädare för feminismen på ett sådant sätt. Som kommentar har Maggi Hambling anmärkt att figuren i verket inte avsåg ha en historisk likhet med Mary  Wollstonecraft och förklarade att hon upplevde att "klädedräkt skulle ha begränsat henne. Statyer i historiska dräkter ser ut som om de tillhörde historien på grund av att de bär sina historiska kläder. Därför är det viktigt att hon är 'nutid'."